# 欧洲研究
欧洲研究是关于欧洲一体化各个不同领域发展的学科，是世界范围内一门新兴的人文和社会科学。
相关的教育提供主要关于欧盟发展的过程，被称为欧盟研究。这些学科属于交叉学科，涉及政治学、欧盟公共政策、欧盟历史、欧盟法律同时也有经济与社会学内容。
另一些相关的教育项目提供关于欧洲文化、欧洲文学以及欧洲语言学相关内容，且侧重人文科学。

## 研究內容
- 歐盟的歷史與發展過程
- 歐洲國家間的政治與經濟合作
- 歐洲化（Europeanization）對成員國及非成員國的影響
- 歐洲社會、文化、法律、經濟等多元議題

歐洲研究自20世紀末逐漸成為國際學術界的熱門領域，尤其隨著歐盟影響力擴大，相關研究議題也日益多元，例如歐洲化對國內政策的改變、歐盟民主赤字、成員國間的制度調適。
1. ↑  黃偉峰. . 《歐美研究》. 100-06, 四十一 (二): 393–463  [2025-07-14].